# TFM Distribution
« TFM » redirige ici. Pour les autres significations, voir Télé futurs medias.
TFM Distribution est une société de distribution de films opérant sur le marché français et de capitaux franco-américains, fondée en 2001 par Miramax et TF1.

## Liste de films distribués en France

### 2001
- Espion amateur (Dak miu mai shing) de Teddy Chan, 2001
- Tmavomodrý svět de Jan Svěrák, 2001
- Othello 2003 (O) de Tim Blake Nelson, 2001
- Jay et Bob contre-attaquent (Jay and Silent Bob Strike Back) de Kevin Smith, 2001
- Nadia (Birthday Girl) de Jez Butterworth, 2001
- Séduction fatale (Tempted) de Bill Bennett, 2001
- Nowhere in Africa (Nirgendwo in Afrika) de Caroline Link, 2001

### 2002
- Blue Car de Karen Moncrieff, 2002
- Dirty Pretty Things de Stephen Frears, 2002
- Une chambre pour quatre ou Escapade à Reno (Waking Up in Reno) de Jordan Brady, 2002
- Full Frontal de Steven Soderbergh, 2002
- Halloween : Resurrection de Rick Rosenthal, 2002
- Heartlands de Damien O'Donnell, 2002
- Heaven de Tom Tykwer, 2002
- Naqoyqatsi de Godfrey Reggio, 2002
- The One and Only de Simon Cellan Jones, 2002
- Only the Strong Survive de Chris Hegedus et D.A. Pennebaker, 2002
- Séduction en mode mineur (Tadpole) de Gary Winick, 2002 Equiliberi

### 2003
- Abîmes (Below) de David Twohy, 2002
- Bienvenue chez les Rozes de Francis Palluau, 2003
- Cette femme-là de Guillaume Nicloux, 2003
- Chicago de Rob Marshall, 2002
- Confessions d'un homme dangereux (Confessions of a Dangerous Mind) de George Clooney, 2002
- Equilibrium de Kurt Wimmer, 2002
- Frida de Julie Taymor, 2002
- Hôtesse à tout prix (View from the Top) de Bruno Barreto, 2003
- The Hours de Stephen Daldry, 2002
- Innocents - The Dreamers (The Dreamers) de Bernardo Bertolucci, 2003
- Kill Bill : Volume 1 de Quentin Tarantino, 2003
- Mon boss, sa fille et moi (My Boss's Daughter) de David Zucker, 2003
- L'Outremangeur de Thierry Binisti, 2003
- Frères du désert (The Four Feathers) de Shekhar Kapur, 2002
- Scary Movie 3 de David Zucker, 2003

### 2004
- Agents secrets de Frédéric Schoendoerffer, 2004
- Alive de Frédéric Berthe, 2004
- Atomik Circus, le retour de James Bataille de Didier et Thierry Poiraud, 2004
- Le Dernier Trappeur de Nicolas Vanier, 2004
- L'Été où j'ai grandi (Io non ho paura) de Gabriele Salvatores, 2003
- Holy Lola de Bertrand Tavernier, 2004
- Infernal Affairs (Mou gaan dou) de Wai-keung Lau et Siu Fai Mak, 2002
- Kill Bill : Volume 2 (Kill Bill: Vol. 2) de Quentin Tarantino, 2004
- Madame Édouard de Nadine Monfils, 2004
- Nos amis les flics de Bob Swaim, 2004
- Père et Fille (Jersey Girl) de Kevin Smith, 2004
- Retour à Cold Mountain (Cold Mountain) d'Anthony Minghella, 2003
- Spy Kids 3 : Mission 3D (Spy Kids 3-D: Game Over) de Robert Rodriguez, 2003
- Un duplex pour trois (Duplex) de Danny DeVito, 2003
- Une affaire de cœur (Laws of Attraction) de Peter Howitt, 2004

### 2005
- L'Arc (Hwal) de Kim Ki-duk, 2005
- Aviator (The Aviator) de Martin Scorsese, 2004
- The Ballad of Jack and Rose de Rebecca Miller, 2005
- Bombon le chien (El Perro) de Carlos Sorín, 2004
- Brice de Nice de James Huth, 2005
- La Chute (Der Untergang) de Oliver Hirschbiegel, 2004
- La cloche a sonné de Bruno Herbulot, 2005
- Cursed de Wes Craven, 2005
- Ella au pays enchanté (Ella Enchanted) de Tommy O'Haver, 2004
- Iznogoud de Patrick Braoudé, 2005
- La Maison de Nina de Richard Dembo, 2005
- Ma vie en l'air de Rémi Bezançon, 2005
- Match Point de Woody Allen, 2005
- My Summer of Love de Paweł Pawlikowski, 2004
- Neverland (Finding Neverland) de Marc Forster, 2004
- Nordeste de Juan Solanas, 2005
- Piège de feu (Ladder 49) de Jay Russell, 2004
- Le Roman de Renart de Thierry Schiel, 2005
- Trouble d'Harry Cleven, 2005

### 2006
- Les Aristos de Charlotte de Turckheim, 2006
- Black Christmas de Glen Morgan, 2006
- Boogeyman de Stephen T. Kay, 2005
- Les Brigades du Tigre de Jérôme et François Cornuau, 2006
- Chaos de Tony Giglio, 2005
- La Citadelle assiégée de Philippe Calderon, 2006
- Les Dames de Cornouailles (Ladies in Lavender) de Charles Dance, 2004
- Demandez la permission aux enfants de Éric Civanyan, 2007
- DOA: Dead or Alive de Corey Yuen, 2006
- Fair Play de Lionel Bailliu, 2006
- The Fountain de Darren Aronofsky, 2006
- Le Grand Meaulnes de Jean-Daniel Verhaeghe, 2006
- Hors de prix de Pierre Salvadori, 2006
- Les Infiltrés (The Departed) de Martin Scorsese, 2006
- Isolation de Billy O'Brien, 2005
- On va s'aimer d'Ivan Calbérac, 2006
- Poltergay d'Éric Lavaine, 2006
- Les Particules élémentaires (Elementarteilchen) d'Oskar Roehler, 2006
- Pulse de Jim Sonzero, 2006
- Scoop de Woody Allen, 2006
- Stay Alive de William Brent Bell, 2006
- Le Temps des porte-plumes de Daniel Duval, 2006
- U.V. de Gilles Paquet-Brenner, 2007
- Wolf Creek de Greg McLean, 2005
- Wu ji, la légende des cavaliers du vent (Wu ji) de Chen Kaige, 2005

### 2007
- Les Animaux amoureux de Laurent Charbonnier, 2007
- Bobby d'Emilio Estevez, 2006
- Captivity de Roland Joffé, 2007
- Chambre 1408 (1408) de Mikael Håfström, 2007
- Le Chemin de San Diego (El Camino de San Diego) de Carlos Sorín, 2006
- Dérive mortelle (Open Water 2: Adrift) de Hans Horn, 2006
- Entre adultes de Stéphane Brizé, 2006
- The Flock de Andrew Lau, 2007
- Johnny Mad Dog de Jean-Stéphane Sauvaire, 2008
- La Môme de Olivier Dahan, 2007
- Le Rêve de Cassandre (Cassandra's Dream) de Woody Allen, 2007
- Sicko de Michael Moore, 2007
- Time (Shi gan) de Kim Ki-duk, 2006
- Un baiser, s'il vous plaît ! d'Emmanuel Mouret, 2007
- Zone libre de Christophe Malavoy, 2007
- Halloween de Rob Zombie, 2007

### 2008
- Les 3 P'tits Cochons de Patrick Huard, 2007
- Ça se soigne ? de Laurent Chouchan, 2008
- Cash de Éric Besnard, 2008
- Dans la brume électrique (In the Electric Mist) de Bertrand Tavernier, 2008
- L'Emmerdeur de Francis Veber, 2008
- Les Femmes de l'ombre de Jean-Paul Salomé, 2008
- Le Royaume interdit (The Forbidden Kingdom) de Rob Minkoff, 2008
- Grace Is Gone de James C. Strouse, 2007
- Le Journal d'une baby-sitter (The Nanny Diaries) de Shari Springer Berman et Robert Pulcini, 2007
- Mèche Blanche, les aventures du petit castor de Philippe Calderon, 2008
- Miracle à Santa Anna (Miracle at St. Anna) de Spike Lee, 2008
- Nos 18 ans de Frédéric Berthe, 2008
- Les Randonneurs à Saint-Tropez de Philippe Harel, 2008
- Super Héros Movie (Superhero Movie) de Craig Mazin, 2008
- Teeth de Mitchell Lichtenstein, 2007

### 2009
- Neuilly sa mère ! de Gabriel Julien-Laferrière, 2009
- Le Premier Cercle de Laurent Tuel, 2009
- Le Séminaire de Charles Nemes, 2009
- Smart People, de Noam Murro, 2008
- Une semaine sur deux (et la moitié des vacances scolaires) de Ivan Calbérac, 2009
- Walkyrie de Bryan Singer, 2009
- Victor de Thomas Gilou, 2009

### 2010
- Planète 51 de Jorge Blanco, 2009